# Mont Plans i Girabalt
Mont Plans i Girabalt   (Artés, 8 d'octubre de 1948) és una actriu catalana de teatre i televisió. També ha treballat com a fotoperiodista.
De petita amb la seva família s'instal·la a Barcelona. Estudis de solfeig i cant al Conservatori Superior de Música del Liceu. A partir d'aquí treballa en diferents àmbits com l'escola Zeleste cursos de jazz amb Loti Lewis, fa de solista del Cor Calenda Maia dirigit per Rafael Subirachs. Treball de dibuix, pintura i disseny publicitari a l'Escola Massana. Com a fotògrafa, a Tele-Expres i de freelance a diferents publicacions (Interviú, Jano, Lecturas, etc.), També viatja al Marroc, Tunísia, Líbia, Algèria, Níger, Costa d'Ivori i Turquia amb reportatges fotogràfics.
El 1983 entra a formar part de la companyia La Cubana, on treballarà amb gran èxit fins al 1993. També ha estat actriu de Dagoll Dagom (1992-1996) i ha treballat amb els directors més importants de teatre del país. El 2012 torna a la Cubana per representar Campanades de boda. Ha treballat al teatre i a la televisió, on va adquirir una gran popularitat en ésser una de les tres Teresines de la famosa sèrie Teresina S.A. (1992).
L'any 2023 se li atorgà el 49è Premi de Teatre Memorial Margarida Xirgu pel seu espectacle Cadires.

## Teatre
- 2011: El sexe dels àngels, d'Emili Corral[2]
- 2014: Pis mostra, de Max Marieges
- 2015: Le Croupier amb “Esperança Dinamita" (Orquestra)
- 2015: L’hort de les oliveres, de Narcís Comadira
- 2016: Sembla que rigui d'Òscar Constantí i Mont Plans
- 2020: De mares i filles, de Paco Mir[6]
- 2022: Cadires, d'Albert Arribas[7]

### Amb La Cubana
- 1983: Cubana´s Delikatessen
- 1986: La Tempestat
- 1988: Cubanades a la carta
- 1989: Cómeme el coco, negro
- 1992: Cubana Marathon Dancing
- 1994: Cegada de amor (col·laboració)
- 2012: Campanades de boda
- 2016: Gente Bien (el musical)[8]

### Amb Dagoll Dagom
- 1992: Flor de nit
- 1993: Historietes
- 1995: T'odio, amor meu

## Filmografia

### Cinema
- 1998: Cariño, he enviado a los hombres a la luna: Ama de casa catalana[9]
- 2015: Los amores inconclusos: Soledad[9]

### Televisió
- 1992: Teresina S.A.: Mari Tere
- 1996: Oh, Espanya!
- 1997: Les 1000 i una: Consol Cirera / Meritxell Badia (4 episodis[9])
- 1999: La memòria dels Cargols: Sra. Frescoval[9]
- 2008-2009: El cor de la ciutat: Quima Vilardell[9]